# بل آلتون (مریلند)
بل آلتون (به انگلیسی: Bel Alton) یک منطقهٔ مسکونی در ایالات متحده آمریکا است که در شهرستان چارلز، مریلند واقع شده‌است.